# FC Porto vs. SL Benfica
FC Porto versus SL Benfica é normalmente chamado O Clássico por envolver dois dos maiores clubes de futebol de Portugal, sendo eles o Futebol Clube do Porto localizado no Norte e o Sport Lisboa e Benfica no Centro-Sul. Originalmente, o termo "O Clássico" se referia apenas a jogos jogados na liga portuguesa, mas agora tende a incluir jogos que ocorrem em outras competições. São os dois clubes portugueses mais condecorados no futebol europeu, com sete troféus europeus entre eles. Benfica e Porto são dois dos três clubes conhecidos como os "Três Grandes" em Portugal, junto com o Sporting.
Este clássico não deve ser entendido apenas como uma partida de futebol, pois a rivalidade entre estes clubes transcende, por vezes, os campos futebolísticos. A "animosidade" ou rivalidade, desenvolvida a partir da primeira metade do século XX entre as duas maiores cidades de Portugal, o desenvolvimento industrial e a nova influência política da cidade do Porto passaram para os seus clubes de futebol mais bem-sucedidos, e está, por isso, enraizada na história política, cultural e desportiva do país.
Embora historicamente apenas o Porto tenha assumido uma representação "política" da sua cidade sede, ambos os clubes têm hoje ampla dimensão nacional entre adeptos e sedes ("casas") representativas em todas as regiões de Portugal e, também, entre as comunidades emigrantes.

## Dados estatísticos

### Futebol Clube do Porto
O FC Porto possui um total de 86 títulos oficiais, sendo o mais bem-sucedido clube português nas provas internacionais, com 7 títulos conquistados. É o único clube português com dois Campeonatos do Mundo (1987 e 2004), duas Liga Europas (designada Taça UEFA em 2003 e 2011) e uma Supertaça Europeia (1987). Foi Campeão Nacional português por 30 ocasiões, a mais recente em 2022, e vencedor da Taça de Portugal por 19 vezes.
Entre 1995-1999, o Porto tornou-se no único clube português a vencer 5 campeonatos consecutivos, isto é, pentacampeão. É recordista nacional de Supertaças Cândido de Oliveira (23) e também a equipa que mais vezes conseguiu vencer um campeonato português invicto (duas, em 2010/11 e 2012/13), superando assim o seu rival encarnado (uma, em 1972/73) relativamente ao feito alcançado apenas por estes dois clubes.
Lidera o confronto direto de jogos com o rival encarnado, com mais 10 vitórias averbadas (102 - 92).

### Sport Lisboa e Benfica
O Benfica possui um total de 87 títulos oficiais, sendo o mais bem sucedido clube português nas provas nacionais. É o recordista de Campeonatos Nacionais (38), Taças de Portugal (26) e Taças da Liga (8), sendo o único clube que ganhou todas as quatro competições nacionais no mesmo ano (2014) e o único a ter vencido um triplete doméstico (na época de 2013-14).
É também o único clube português a ter sido campeão europeu por duas vezes consecutivas (1961 e 1962) e detém ainda o recorde de finais de competições da UEFA (10) para um clube português assim, como o único clube português cujo um jogador venceu o prémio Ballon d'Or ao seu serviço (Eusébio em 1965).
Lidera o confronto direto de golos com o rival azul e branco, com mais 26 golos marcados (398 - 372).

## Palmarés
Equipas seniores
A seguinte tabela lista todas as competições oficiais, a nível nacional e internacional, e respetivo número de títulos conquistados pelo Futebol Clube do Porto e Sport Lisboa e Benfica.
 Atualizado a 28 de maio de 2023
| Competições Internacionais | Competições Internacionais    | Porto | Benfica |
| -------------------------- | ----------------------------- | ----- | ------- |
|                            | Taça Intercontinental         | 2     | 0       |
|                            | Liga dos Campeões             | 2     | 2       |
|                            | Liga Europa                   | 2     | 0       |
|                            | Supertaça da UEFA             | 1     | —       |
| Total Internacional        | Total Internacional           | 7     | 2       |
| Competições Nacionais      | Competições Nacionais         | Porto | Benfica |
|                            | Primeira Liga                 | 30    | 38      |
|                            | Taça de Portugal              | 20    | 26      |
|                            | Taça da Liga                  | 1     | 8       |
|                            | Supertaça Cândido de Oliveira | 24    | 10      |
|                            | Campeonato de Portugal        | 4     | 3       |
| Total Nacional             | Total Nacional                | 79    | 84      |
| TOTAL                      | TOTAL                         | 86    | 87      |

Equipas jovens
| Competições Internacionais       | Porto | Benfica |
| -------------------------------- | ----- | ------- |
| Taça Intercontinental Sub-20     | 0     | 1       |
| Blue Stars/FIFA Youth Cup        | 1     | 1       |
| Liga Jovem da UEFA               | 1     | 1       |
| Total Internacional              | 2     | 3       |
| Competições Nacionais            | Porto | Benfica |
| Campeonato Nacional de Juniores  | 23    | 26      |
| Campeonato Nacional de Juvenis   | 20    | 22      |
| Campeonato Nacional de Iniciados | 14    | 13      |
| Campeonato Nacional de Infantis  | 2     | 3       |
| Total Nacional                   | 59    | 64      |
| TOTAL                            | 61    | 67      |

Total oficial (equipas jovens e seniores)
SL Benfica: 153 Troféus
FC Porto: 147 Troféus

## Jogos

### Histórico de confrontos

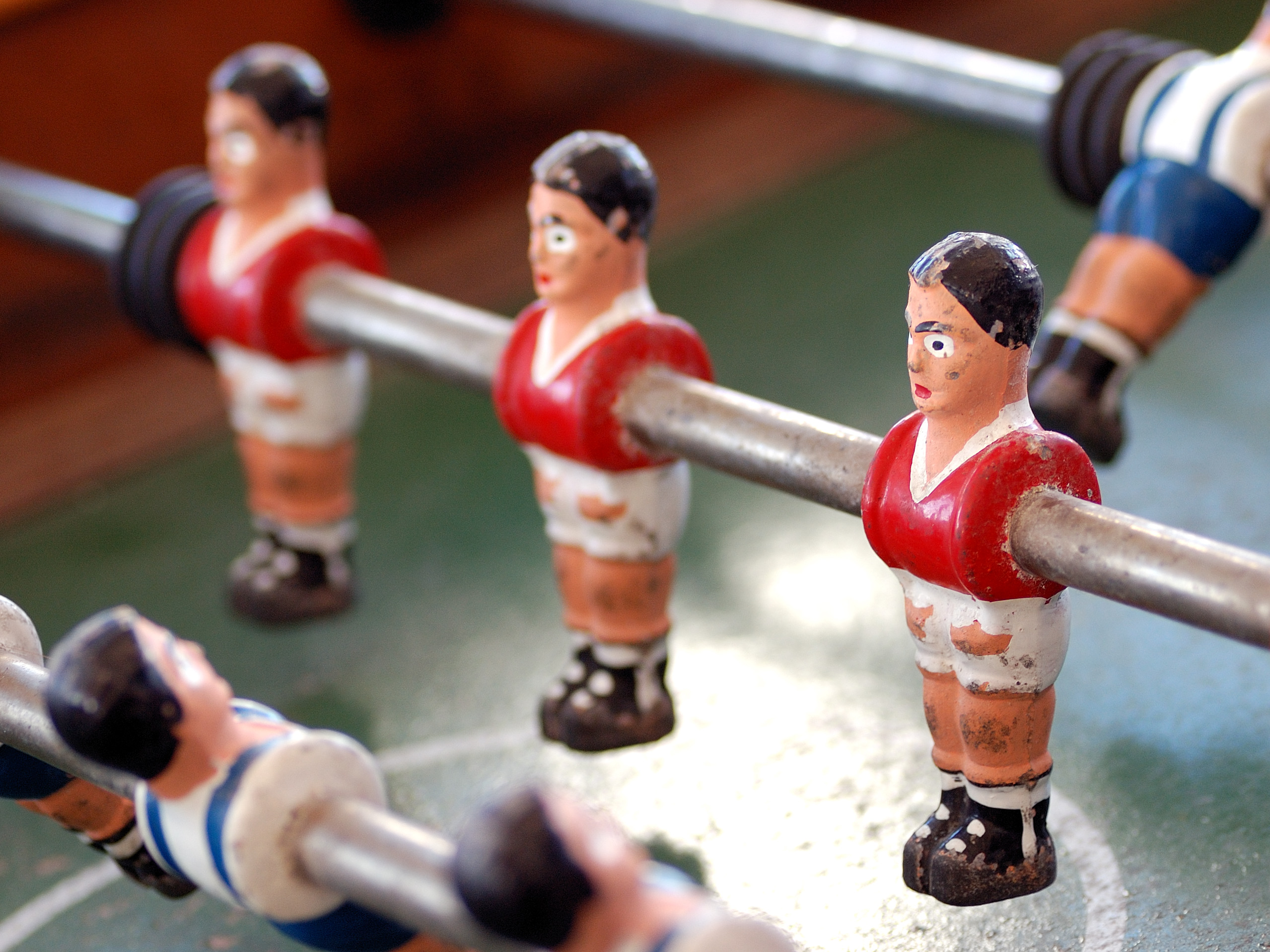
Típicos matraquilhos nas casas de futebol em Portugal com as cores do Benfica-Porto.

10 de novembro de 2024

| Competição | Competição                    | Vitórias do Porto | Empates | Vitórias do Benfica |
| ---------- | ----------------------------- | ----------------- | ------- | ------------------- |
|            | Primeira Liga                 | 72                | 49      | 61                  |
|            | Taça de Portugal              | 11                | 5       | 21                  |
|            | Supertaça Cândido de Oliveira | 14                | 7       | 5                   |
|            | Taça da Liga                  | 1                 | 1       | 2                   |
|            | Campeonato de Portugal        | 4                 | 0       | 3                   |
| Total      | Total                         | 102               | 62      | 92                  |

### Últimos jogos
| Porto em casa          | Porto em casa     | Porto em casa | Porto em casa    |
| Data                   | Estádio           | Resultado     | Competição       |
| ---------------------- | ----------------- | ------------- | ---------------- |
| 23 de dezembro de 2021 | Estádio do Dragão | 3–0           | Taça de Portugal |
| 30 de dezembro de 2021 | Estádio do Dragão | 3–1           | Primeira Liga    |
| 21 de outubro de 2022  | Estádio do Dragão | 0–1           | Primeira Liga    |
| 3 de março de 2024     | Estádio do Dragão | 5-0           | Primeira Liga    |
| 6 de Abril de 2025     | Estádio do Dragão | 1–4           | Primeira Liga    |

| Benfica em casa        | Benfica em casa | Benfica em casa | Benfica em casa |
| Data                   | Estádio         | Resultado       | Competição      |
| ---------------------- | --------------- | --------------- | --------------- |
| 6 de maio de 2021      | Estádio da Luz  | 1–1             | Primeira Liga   |
| 7 de maio de 2022      | Estádio da Luz  | 0–1             | Primeira Liga   |
| 7 de abril de 2023     | Estádio da Luz  | 1–2             | Primeira Liga   |
| 29 de setembro de 2023 | Estádio da Luz  | 1–0             | Primeira Liga   |
| 10 de novembro de 2024 | Estádio da Luz  | 4–1             | Primeira Liga   |

- Legenda

| Vitórias do Benfica |
| Empates             |
| Vitórias do Porto   |

### Recordes
- Maior vitória do Benfica em casa: 12–2, a 7 de fevereiro de 1943 para o Campeonato Nacional da Primeira Divisão;
- Maior vitória do Benfica fora: 1–4, a 6 de Abril de 2025 para a Primeira Divisão;
- Recorde de público no Estádio da Luz: 135.000, a 4 de janeiro de 1987;
- Maior vitória do Porto em casa: 8–0, a 28 de maio de 1933 para o Campeonato de Portugal;
- Maior vitória do Porto fora: 0–5, a 18 de setembro de 1996 para a Supertaça Cândido de Oliveira;
- Recorde de público no Estádio das Antas: 90 000, a 5 de junho de 1988;
- Expulsão mais rápida: Zivkovic (Benfica) em 6 minutos, a 1 de dezembro de 2017 (Porto 0–0 Benfica);[8]
- Golo mais rápido: Vangelis Pavlidis (Benfica) aos 40 segundos, a 6 de abril de 2025 (Porto 1–4 Benfica) para a Primeira Liga.[9]

## Jogadores que passaram pelos dois clubes
O ano é referente àquele em que atuou pela primeira vez no rival.
| - Carlos Alhinho (Porto para Benfica, 1976) - Romeu (Benfica para Vitória de Guimarães, depois Porto, 1979) - José Maria (Porto para Benfica, 1957) - Paulo Futre (Porto para Atlético de Madrid, depois Benfica, 1993) - Paulo Santos (Benfica 1993–1994, vários clubes 1994–2001, Porto 2001–2005) - Pedro Henriques (Benfica para Porto, 1997) - Serafim Pereira (Porto para Benfica, 1963) - Fernando Mendes (Benfica para Estrela da Amadora, depois Porto, 1996) - Eurico Gomes (Benfica para Sporting, depois Porto, 1982) - Maniche (Benfica para Porto, 2002) - César Peixoto (Porto para Braga, depois Benfica, 2009) - Emílio Peixe (Porto para Benfica, 2001) - João Manuel Pinto (Porto para Benfica, 2001) - Rui Águas (Benfica para Porto, 1988, Porto para Benfica, 1990) - Deco (Benfica para Porto, 1998) - Derlei (Porto para Dinamo Moscovo, depois Benfica, 2007) - Argel Fuchs (Porto para Palmeiras, depois Benfica, 2001) - Basarab Panduru (Benfica para Porto, 1999) - Sergey Yuran (Benfica para Porto, 1994) - Vasili Kulkov (Benfica para Porto, 1994) - Fehér (Porto para Benfica, 2002) - Edgaras Jankauskas (Benfica para Porto, 2002) - Zlatko Zahovič (Porto para Olympiakos e Valência, depois Benfica, 2001) - Drulović (Porto para Benfica, 2003) - Tomo Šokota (Benfica para Porto, 2005) - Cristian Rodríguez (Benfica para Porto, 2008) - Maxi Pereira (Benfica para Porto, 2015) - Fábio Cardoso (Benfica para Vitória de Setúbal, depois Porto, 2021) - Nicolás Otamendi (Porto para Valência, Man. City, depois Benfica, 2020) |